# Ørskog
Ørskog là một đô thị (municipality) của hạt Møre og Romsdal, Na Uy. Ørskog đã được thành lập thành đô thị vào ngày 1 tháng 1 năm 1838 (xem formannskapsdistrikt). Đô thị Sykkylven đã được tách khỏi Ørskog vào ngày 1 tháng 8 năm 1883. Các đô thị Skodje và Stordal đã được sáp nhập với Ørskog ngày 1 tháng 1 năm 1965 nhưng lại được tách khỏi Ørskog ngày 1 tháng 1 năm 1977.
Tên gọi của đô thị này theo tên nông trại Ørskog (tiếng Na Uy Cổ Øyraskógr), do nhà thờ đầu tiên được xây ở đó. Phần đầu của từ là số nhiều của sở hữu cách øyrr f 'bờ cát', và thành phần cuối skógr m 'gỗ, rừng'.